# Drienov
Drienov – wieś (obec) na Słowacji położona w kraju preszowskim, w powiecie Preszów. Pierwsze wzmianki o miejscowości pochodzą z roku 1284. 
Według danych z dnia 31 grudnia 2010, wieś zamieszkiwało 2109 osób, w tym 1078 kobiet i 1031 mężczyzn.
W 2001 roku pod względem narodowości i przynależności etnicznej, ludność kształtowała się następująco: 
- Słowacy - 98,10%,
- Romowie - 1,02%,
- Czesi - 0,20%,
- Węgrzy - 0,15%,
- Rusini - 0,10%
- Ukraińcy - 0,05%
- Polacy - 0,05%.

Ze względu na wyznawaną religię struktura mieszkańców kształtowała się w 2001 roku następująco:
- Katolicy rzymscy – 84,68%
- Grekokatolicy - 13,07%,
- Ewangelicy – 0,39%,
- Inne - 1,86%.